# David Russell Johnston
David Russell Russel-Johnston, Baron Russell-Johnston, PC (geb. David Russell Johnston; * 28. Juli 1932 in Edinburgh; † 27. Juli 2008 in Paris, Frankreich) war ein schottischer Politiker (Liberal Democrat).

## Leben und Werk
Er war von 1964 bis 1983 Abgeordneter des House of Commons für Inverness und von 1983 bis 1997 für Inverness, Nairn und Lochaber. Von 1970 bis 1974 war er Vorsitzender der Liberal Party Schottlands und „Leader“ von 1974 bis 1988. 1988 bis 1992 war er „Deputy Leader“ bei den Liberal-Demokraten. Von 1999 bis 2002 war er Präsident der Parlamentarischen Versammlung des Europarates. 1997 wurde er als Baron Russell-Johnston, of Minginish in Highland, zum Life Peer erhoben und gehörte fortan dem House of Lords an; gleichzeitig änderte er seinen Nachnamen von Johnston zu Russell-Johnston.
Johnston heiratete 1967 Joan Graham Menzies. Sie haben drei Söhne.

## Auszeichnungen
- 1999: Großkreuz des Sterns von Rumänien
- 2001: Großes Goldenes Ehrenzeichen am Bande für Verdienste um die Republik Österreich[1]